# إعادة التأهيل (علم النفس العصبي)

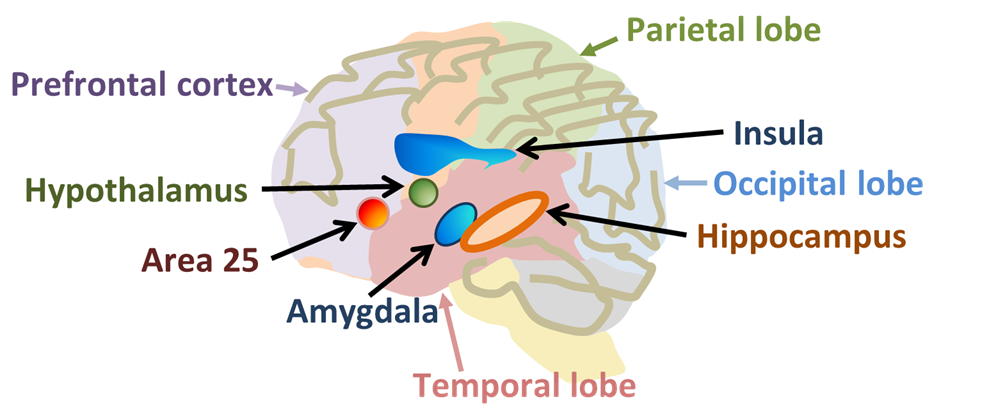
مناطق مختلفة من الدماغ مسؤولة عن وظائف مختلفة.

تتم إعادة تأهيل (بالإنجليزية: Rehabilitation)‏ الوظيفة الحسية والإدراكية عادة بطرق تركز على إعادة تدريب المسارات العصبية أو تدريب مسارات عصبية جديدة لاستعادة أو تحسين الأداء الإدراكي العصبي الذي ضعف بواسطة مرض أو صدمة. والهدف الرئيسي من إعادة التأهيل هو المساعدة في استعادة القدرات البدنية وتحسين الأداء. يمكن علاج ثلاث مشاكل نفسية عصبية بواسطة إعادة التأهيل وهي: قصور الانتباه وفرط الحركة (ADHD)، ارتجاج الدماغ، وإصابة النخاع الشوكي. بحوث إعادة التأهيل وممارساته هي جزء خصب من علم النفس العصبي السريري، علم النفس التأهيلي ومجالات أخرى.

## ارتجاج الدماغ
تركز الكثير من البحوث والجهود على ارتجاج الدماغ الذي يعاني منه الرياضيون بتواتر. بينما تم الاتفاق على أن حدة الصدمة الدماغية يتم تقييمها مباشرة على الهامش، إلا أنه يجب القيام بعمل كبير لفهم كيفية إعادة تأهيل أو إسراع إعادة تأهيل دماغ الرياضيين عقب ارتجاج دماغ خطير سواء فُقد الوعي أو تم الإحساس بدوار أو تشويش أو لا. حاليا، إعادة تأهيل إصابة دماغ ارتجاجية مبنية على الراحة والعودة التدريجية للنشاطات الطبيعية بالقدر الذي يمكن تحمله من الممارسة.